# ماري ويننغهام
ماري ويننغهام (بالإنجليزية: Mare Winningham)‏ مواليد 16 مايو 1959 في أريزونا، الولايات المتحدة، هي ممثلة أمريكية بدأت مسيرتها الفنية عام 1976. كما أنها من الفائزات بجائزة إيمي.

## قائمة الأعمال

### أفلام
- مرآة مرآة
- فيلومينا

## روابط خارجية
- ماري ويننغهام على موقع IMDb (الإنجليزية)
- ماري ويننغهام على موقع روتن توميتوز (الإنجليزية)
- ماري ويننغهام على موقع ألو سيني (الفرنسية)
- ماري ويننغهام على موقع ميوزك برينز (الإنجليزية)
- ماري ويننغهام على موقع تيرنر كلاسيك موفيز (الإنجليزية)
- ماري ويننغهام على موقع أول موفي (الإنجليزية)
- ماري ويننغهام على موقع قاعدة بيانات برودواي على الإنترنت (الإنجليزية)
- ماري ويننغهام على موقع قاعدة بيانات الأفلام السويدية (السويدية)
- ماري ويننغهام على موقع إن إن دي بي (الإنجليزية)
- ماري ويننغهام على موقع ديسكوغز (الإنجليزية)